# TRA2A
TRA2A (англ. Transformer 2 alpha homolog) – білок, який кодується однойменним геном, розташованим у людей на короткому плечі 7-ї хромосоми. Довжина поліпептидного ланцюга білка становить 282 амінокислот, а молекулярна маса — 32 689.
| 10         |  | 20         |  | 30         |  | 40         |  | 50         |
| ---------- |  | ---------- |  | ---------- |  | ---------- |  | ---------- |
| MSDVEENNFE |  | GRESRSQSKS |  | PTGTPARVKS |  | ESRSGSRSPS |  | RVSKHSESHS |
| RSRSKSRSRS |  | RRHSHRRYTR |  | SRSHSHSHRR |  | RSRSRSYTPE |  | YRRRRSRSHS |
| PMSNRRRHTG |  | SRANPDPNTC |  | LGVFGLSLYT |  | TERDLREVFS |  | RYGPLSGVNV |
| VYDQRTGRSR |  | GFAFVYFERI |  | DDSKEAMERA |  | NGMELDGRRI |  | RVDYSITKRA |
| HTPTPGIYMG |  | RPTHSGGGGG |  | GGGGGGGGGG |  | GRRRDSYYDR |  | GYDRGYDRYE |
| DYDYRYRRRS |  | PSPYYSRYRS |  | RSRSRSYSPR |  | RY         |  |            |

A: Аланін

C: Цистеїн

D: Аспарагінова кислота

E: Глутамінова кислота

F: Фенілаланін

G: Гліцин

H: Гістидин

I: Ізолейцин

K: Лізин

L: Лейцин

M: Метіонін

N: Аспарагін

P: Пролін

Q: Глутамін

R: Аргінін

S: Серин

T: Треонін

V: Валін

Кодований геном білок за функцією належить до фосфопротеїнів. 
Задіяний у таких біологічних процесах, як процесинг мРНК, сплайсинг мРНК, ацетилювання, альтернативний сплайсинг. 
Білок має сайт для зв'язування з РНК. 
Локалізований у ядрі.